# 村野佑太
村野 佑太（むらの ゆうた、1984年 9月24日- ）は、亜細亜堂に所属する日本のアニメーション監督、男性アニメーション演出家である。

## 来歴・人物
静岡県沼津市出身。大阪芸術大学映像学科を卒業後、2007年に亜細亜堂へ入社。制作進行を経た後に演出家へ転向。『忍たま乱太郎』『ドラえもん』など子ども向け作品を中心に活動し、2015年に『ブレイブビーツ』で監督デビュー。
宗田理の原作小説を元にした劇場初監督作品『ぼくらの7日間戦争』は、アヌシー国際アニメーション映画祭長編コンペティション部門にノミネート。また第53回シッチェス・カタロニア国際映画祭で長編アニメーション部門の最優秀作品賞受賞という、アニメ映画祭として世界最高クラスの権威を誇る映画祭にて高く評価された。
原作ものを扱う際にまず徹底的に読み込み、映像化にあたっての取捨選択を行う手腕は原作者からの評価も高く、『異世界魔王と召喚少女の奴隷魔術』のむらさきゆきやは「7回生まれかわってもこのレベルには到達しない」とし、『かくしごと』の久米田康治は「あれほど若くて熱量があってそれをコントロール出来る監督はいない」と述べている。

## 主な参加作品

### テレビアニメ
2010年
- 忍たま乱太郎（-2014年、絵コンテ・演出）

2012年
- ドラえもん（-2013年、2025年、絵コンテ・演出）

2013年
- それいけ!アンパンマン（絵コンテ）
- DD北斗の拳（絵コンテ・演出）
- ファイ・ブレイン 神のパズル（演出）

2014年
- テンカイナイト（絵コンテ）
- トライブクルクル（OP演出・絵コンテ・演出）
- ポケットモンスター XY（-2015年、絵コンテ）

2015年
- 神様はじめました◎（絵コンテ・演出）
- ブレイブビーツ（監督・絵コンテ・演出）

2016年
- ドリフェス!（監督・絵コンテ・演出）

2017年
- ドラゴンボール超（絵コンテ）
- ドリフェス!R（監督・絵コンテ・演出）

2018年
- 異世界魔王と召喚少女の奴隷魔術（監督・絵コンテ・演出）

2020年
- かくしごと（監督・絵コンテ・演出）

2021年
- 怪物事変（絵コンテ・演出・ED絵コンテ・ED演出）
- もっと!まじめにふまじめ かいけつゾロリ（絵コンテ）

2022年
- 本好きの下剋上 司書になるためには手段を選んでいられません（絵コンテ・演出）

2023年
- REVENGER（絵コンテ）

2024年
- ゆびさきと恋々（監督・絵コンテ・演出）

### 劇場アニメ
2019年
- ぼくらの7日間戦争（監督・絵コンテ・演出）

2021年
- 劇場編集版かくしごと ―ひめごとはなんですか―（監督・脚本・絵コンテ・演出）

2024年
- 劇場版 忍たま乱太郎 ドクタケ忍者隊最強の軍師 (絵コンテ・演出・ED絵コンテ・ED演出)